# Синдром Фредеріка
Синдро́м Фредері́ка — поєднання повної артіовентрикулярної блокади з фібриляцією або тріпотінням передсердь.

## ЕКГ ознаки
- Відсутність зубця P
- Наявність однакових інтервалів RR з частотою 30-60 комплексів на хвилину, що відповідає наявності шлуночкового ритму.